# Wadim Petrowitsch Loginow
Wadim Petrowitsch Loginow (russisch Вадим Петрович Логинов; * 19. Juni 1927 in Newjansk; † 16. Dezember 2016) war ein sowjetischer Politiker (KPdSU) und Diplomat. Er war stellvertretender Außenminister und Botschafter in Angola und Jugoslawien.

## Leben
Loginow trat 1950 der KPdSU bei. Im selben schloss er sein Studium am Leningrader Schiffbauinstitut ab.  Zwischen 1953 und 1958 war er in verschiedenen Funktionen für den Komsomol tätig. Von Januar bis April 1958 war schließlich er Erster Sekretär des Leningrader Oblastkomitees des Komsomol, anschließend gehörte er als Sekretär dem ZK des Allunions-Komsomol an. Von 1962 bis 1965 war er Erster Sekretär des Wyborger Stadtkomitees der KPdSU.
Nach Abschluss der Diplomatischen Hochschule beim Außenministerium in Moskau 1967 trat Loginow in den diplomatischen Dienst der UdSSR. Von 1968 bis 1971 war er Erster Sekretär und Botschaftsrat an der sowjetischen Botschaft in Washington. Von 1971 bis 1974 war er Gesandter an der sowjetischen Botschaft in Warschau. Von 1974 bis 1978 leitete er die Vierte Europäische Abteilung des sowjetischen Außenministeriums (zuständig unter anderem für Polen und die Tschechoslowakei). Von März 1978 bis Dezember 1983 war er sowjetischer Botschafter in Luanda. 1984/1985 leitete er die Fünfte Europäische Abteilung des Außenministeriums (Südosteuropa). Zwischen 1985 und 1988 fungierte er als stellvertretender Außenminister. Von 1988 bis 1991 war er schließlich Botschafter der UdSSR in Belgrad.
Von 1986 bis 1990 war er Kandidat des ZK der KPdSU.